# Pedro de Gumiel
Pedro de Gumiel est un architecte espagnol né à Alcalá de Henares vers 1460, mort dans la même ville vers 1519. Il est actif entre 1491 et 1517.

## Biographie
Pedro de Gumiel a été chargé par le cardinal Cisneros de concevoir et de construire les bâtiments de la nouvelle université d'Alcalá, la Complutensis Universitas, suivant un plan nouveau, intégrant le campus aux bâtiments du premier collège, le Colegio Mayor de San Ildefonso et la chapelle de San Ildefonso couverte par un plafond caissonné de style mudéjar et une décoration plateresque. Ce style particulier mélangeant art mudéjar et style plateresque est parfois appelé « style Cisneros ».
Il est progressivement intégré dans ses constructions encore de style gothique tardif dans l'église San Justo à Alcalá (1497-1509, détruite pendant la guerre civile) des éléments de l'architecture Renaissance dans la cathédrale de Tolède. On ne sait pas de façon certaine s'il a participé à la construction de l'université d'Alcalá depuis ses débuts, mais pour la plupart des auteurs il a fait la synthèse générale du projet du cardinal Cisneros avec le tracé orthogonal de la cité universitaire. Pour d'autres, moins nombreux, son intervention dans l'université d'Alcalà a été limitée au Paraninfo (salle des thèses) de l'université, en 1517, au collège de San Idelfonso mais modifié ultérieurement par Rodrigo Gil de Hontañón et à la chapelle du collège (1499-1508).
Pour la cathédrale de Tolède, il est intervenu comme architecte de la salle capitulaire décorée par Juan de Borgoña. Il est aussi intervenu pour la réalisation de la bibliothèque.
Il a conservé la confiance du cardinal Cisneros pendant la construction de l'université d'Alcalá et de la caathédrale de Tolède. Il a aussi travaillé à Sigüenza et Miraflores de la Sierra et à la construction des débuts de l'hôpital de la Charité d'Illescas.
Il est l'auteur d'un projet pour la Capilla Mayor de la cathédrale de Séville.